# 斯泰因格里米尔·赫尔曼松
斯泰因格里米尔·赫尔曼松（冰島語發音：[ˈsteinkrimur ˈhɛrmanˌsɔn]，1928年6月22日—2010年2月1日），1983至1991年曾任冰岛总理。

## 生平
斯泰因格里米尔父亲是前总理赫尔曼·约纳松（Hermann Jónasson），自小就在他父亲的客厅中倾听大人们讨论国家事务。但他不愿追随他父亲的脚步进入政坛，在1948年去了美国留学。1951年在伊利诺斯理工学院获得电气工程学士学位，1952年从加州理工学院获得硕士学位。之后回国，经历了私人生活和职业生涯的种种困难后，他最终在1960年代进入政坛。1971年他被选为阿尔庭(冰岛议会)进步党议员，1979年成为党主席。
1983年到1987年和1988年到1991年，斯泰因格里米尔两次出任冰岛总理，有一段时间他还担任过司法部长、教会事务和农业部长(1978 - 79)、渔业和通讯部长(1980 - 83)和外交部长(1987 - 88)。从1979年到1994年他是进步党主席。之后，他担任冰岛中央银行的经理，直到1998年退休。
在国际上，他最著名的是在1986年作为总理主持了苏联总书记米哈伊尔·戈尔巴乔夫(Mikhail Gorbachev)和美国总统罗纳德·里根的雷克雅未克峰会。此次峰会为冷战的结束铺平了道路，冰岛政府因此被广泛称赞。1991年1月立陶宛从苏联独立，斯泰因格里米尔的冰岛政府是第一个承认其独立的国家。
斯泰因格里米尔退休后保持低调，很少表达自己对时事的看法。然而他也是Heimssýn的创始人之一，这个组织反对冰岛加入欧盟，并逐渐成为进步党的重要政策。他还以“玩票”的性质在2007年的阿尔庭选举中，出现在电视竞选广告里，支持一个特设环保运动“冰岛运动”(失败)。
在他晚年斯泰因格里米尔是一个广受喜爱和尊敬的元老，并被视为一个潜在的1996年总统大选候选人。但是他很快推辞掉荣誉，说他享受退休生活。2010年斯泰因格里米尔去世，享年70岁。他的回忆录发表于1998年 - 2000年，共三卷，成为畅销书。

## 家庭
斯泰因格里米尔结了两次婚，有六个孩子。他最小的儿子格维兹门迪尔·斯泰因格里姆松（Guðmundur Steingrímsson）目前活跃在冰岛政坛。他在2007年的选举中作为社会民主联盟成员第一次竞选冰岛议会议员。2009年初，他临阵倒戈，加入了他祖父和父亲的进步党。2013年又转为光明未来党员。